# James Kimbrough Jones

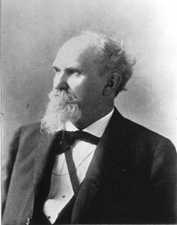
James Kimbrough Jones

James Kimbrough Jones (* 29. September 1839 im Marshall County, Mississippi; † 1. Juni 1908 in Washington, D.C.) war ein US-amerikanischer Politiker (Demokratische Partei), der den Bundesstaat Arkansas in beiden Kammern des Kongresses vertrat. Von 1896 bis 1904 führte er den Vorsitz im Democratic National Committee, der Parteiorganisation der Demokraten.
Im Jahr 1848 zog James Jones mit seinem Vater nach Arkansas, wo beide sich im Dallas County niederließen. Er erhielt seine umfassende Ausbildung von einem Privatlehrer. Nachdem er während des Bürgerkrieges in der Konföderiertenarmee gekämpft hatte, studierte er die Rechtswissenschaften und wurde 1874 in die Anwaltskammer aufgenommen, woraufhin er in der Stadt Washington im Hempstead County zu praktizieren begann.
Jones’ politische Laufbahn begann mit der Mitgliedschaft im Senat von Arkansas zwischen 1873 und 1879, wobei er ab 1877 als Speaker dieser Parlamentskammer fungierte. Am 4. März 1881 zog er als Vertreter des zweiten Wahlbezirks von Arkansas ins Repräsentantenhaus der Vereinigten Staaten ein, wo er bis zum 3. März 1885 verblieb. Er war zwar für eine weitere Amtsperiode von den Wählern bestätigt worden, hatte aber auch die Wahl in den US-Senat gewonnen und wechselte nach seiner Mandatsniederlegung am 4. März 1885 in diese Parlamentskammer. In den folgenden Jahren gelang ihm zweimal die Wiederwahl, ehe er 1902 an seinem innerparteilichen Gegner James Paul Clarke scheiterte und somit am 3. März 1903 aus dem Kongress ausscheiden musste. Als Senator stand er unter anderem dem Committee on Indian Affairs und dem Committee on Private Land Claims vor.
Während seiner Zeit im Kongress hatte Jones 1896 als Chairman den Vorsitz der Demokratischen Partei auf Bundesebene übernommen; er folgte dabei William F. Harrity nach. 1904 übergab er den Posten an Thomas Taggart. Nach seinem Abschied aus der Politik blieb er in Washington und arbeitete dort bis zu seinem Tod im Jahr 1908 als Anwalt.